# NGC 4604
NGC 4604 ist eine 13,8 mag helle irreguläre Galaxie vom Hubble-Typ Im im Sternbild des Jungfrau, die etwa 114 Millionen Lichtjahre von der Milchstraße entfernt ist. 
Das Objekt wurde 1883 von Christian Peters entdeckt.